# Bijbelvertalingen in het Nederlands

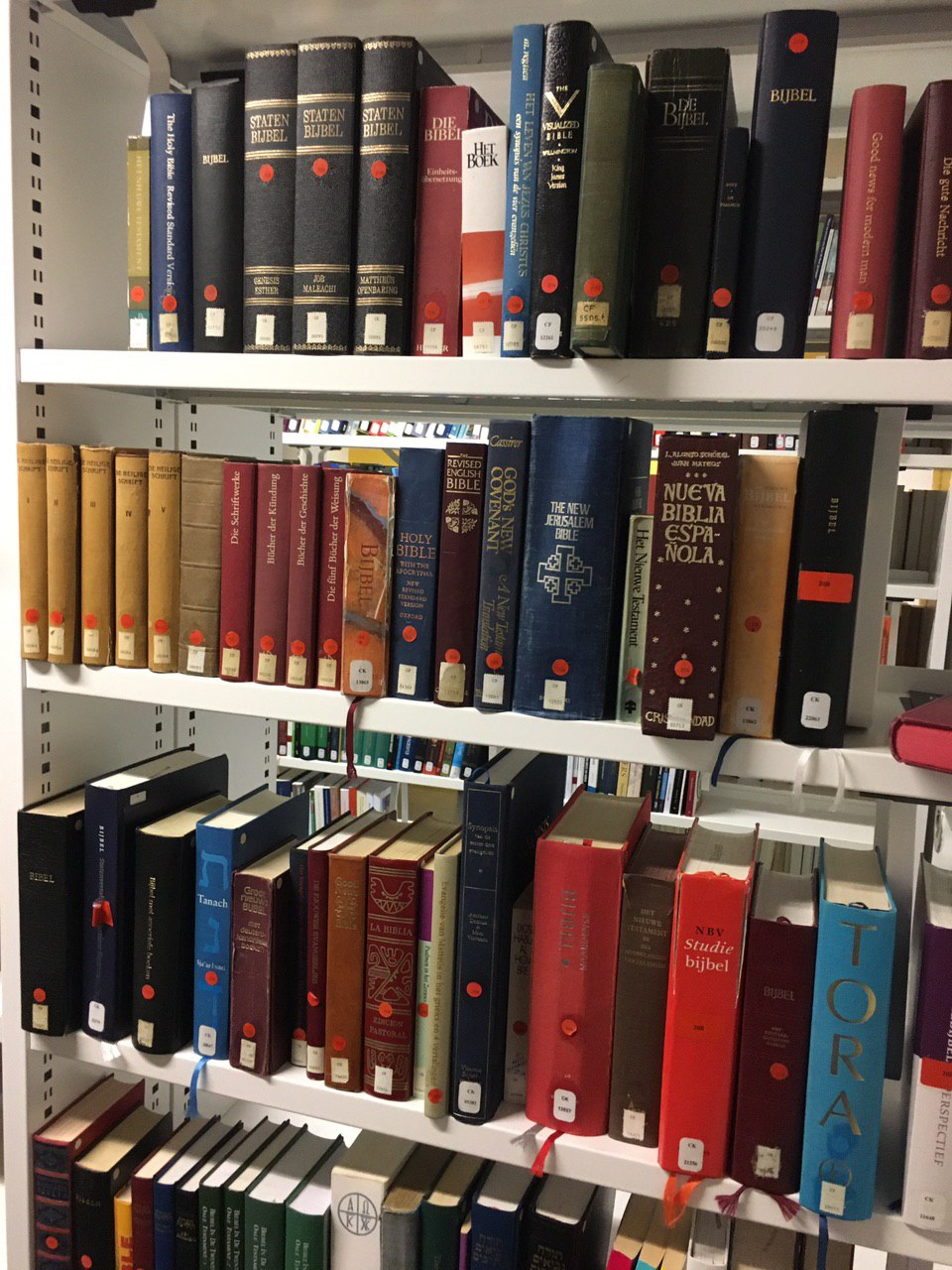
Enkele Bijbelvertalingen in het Nederlands en andere talen in de bibliotheek in het Hoofdgebouw van de Vrije Universiteit Amsterdam

Dit artikel behandelt Bijbelvertalingen in het Nederlands. Voor het Nederlandse taalgebied en Nederlandstalige gemeenschappen over de hele wereld zijn vrij veel verschillende vertalingen gemaakt, waarvan de oudste dateren uit de hoge en late middeleeuwen en in het Middelnederlands oftewel het Diets zijn geschreven.

## Bijbelvertalingen en hun afkortingen
Bijbelvertalingen worden vaak met een afkorting aangeduid, bijvoorbeeld Psalm 55:22 (NBV). Onderstaand tabel geeft een overzicht van bekende vertalingen weer:
| - AK: Albert Koster, Hebreeuwse Bijbel (1991-2006) - BB: BasisBijbel (2013) - BGT: Bijbel in Gewone Taal (2014) - GNB: Groot Nieuws Bijbel (1983, herzien 1996) - HB: Het Boek (1988, herzien 1992) | - HSV: Herziene Statenvertaling (2010) - LB: Lutherbijbel (1535) - NB: Naardense Bijbel (2004) - NBG 1951: "Nieuwe Vertaling" Nederlands Bijbelgenootschap (1951) - NBV: Nieuwe Bijbelvertaling (2004) | - NBV21: geen afkorting, de naam staat voor Nieuwe Bijbelvertaling 2021 en Nieuwe Bijbelvertaling voor de 21e eeuw. - OB: Obbink & Brouwer, Utrechtse Bijbel (1942) - SV: Statenvertaling (1637) - SV-J: Statenvertaling, Jongbloed-editie - VDP: J.H. v.d. Palm (1830) - WV: Willibrordvertaling (1961–1995) |

## Middeleeuwen

### Oudste vertaalpogingen
Verschillende gedeeltelijke vertalingen van de Bijbel naar het Oudnederlands en het Middelnederlands (Diets) zijn bewaard gebleven in handschriften. Al deze middeleeuwse vertalingen werden gemaakt vanuit het Latijn, meestal de Vulgaat, de officiële versie gehanteerd door de Rooms-Katholieke Kerk.
De Wachtendonckse Psalmen zouden kunnen worden beschouwd als de oudstbekende Nederlandstalige bijbelfragmenten. Hoewel ze eind 16e eeuw door de Vlaamse humanist Justus Lipsius werden gevonden in de Abdij van Munsterbilzen, zijn deze teksten waarschijnlijk afkomstig uit het Nederlands-Duitse grensgebied tussen Maas en Rijn en stammen ze uit de 9e of 10e eeuw. De teksttaal is Oudnederlands, maar Psalmen 1 tot en met 3 vertonen duidelijk Middelfrankische kenmerken. Algemeen wordt aangenomen dat de overgeleverde teksten een Oudnederlandse bewerking zijn van een Middelfrankisch origineel. Een andere kandidaat is de Middelfrankische of Rijnlandse Rijmbijbel: een reeks fragmenten van historiebijbelvertalingen naar een schijnbare mengelmoes van Oudhoogduits, Oudsaksisch en Oudnederlands uit de vroege 12e eeuw. Echter, door de schaarsheid aan bewijsmateriaal zijn deze geschriften moeilijk te dateren, taalkundig te classificeren en geografisch te situeren. Hoewel een aantal wetenschappers de werken associëren met het Duitse Rijnland, mogelijkerwijs de Abdij van Werden, blijf dit vraagstuk nog onopgelost.
De eerste vertaling die met zekerheid 'Nederlands' te noemen is, is de Zuid-Nederlandse evangelievertaling. Deze is alleen aangetroffen in vier 14e-eeuwse handschriften, maar dateert waarschijnlijk van rond het jaar 1200. Het is ook de enige vertaling van de vier afzonderlijke evangeliën van voor 1300. C.C. de Bruin (1935) concludeerde dat het een voorbeeld was van een zeer slechte vertaling van de vier canonieke evangeliën vanuit de Latijnse Vulgaat: hij meende dat de auteur noch het Latijn noch zijn eigen geschreven moedertaal goed machtig was. Latere wetenschappers kwamen tot meer genuanceerde standpunten: deze evangelievertaling was slechts een hulpmiddel voor geestelijken die Latijn beheersten om de Vulgaat te hanteren en de betekenis van de tekst in de volkstaal uit te leggen.  De vertaling was primair voor intern gebruik en voor een beperkte doelgroep bedoeld en zeker niet voor verspreiding naar buiten die doelgroep.

### Historiebijbels en gevorderde deelvertalingen

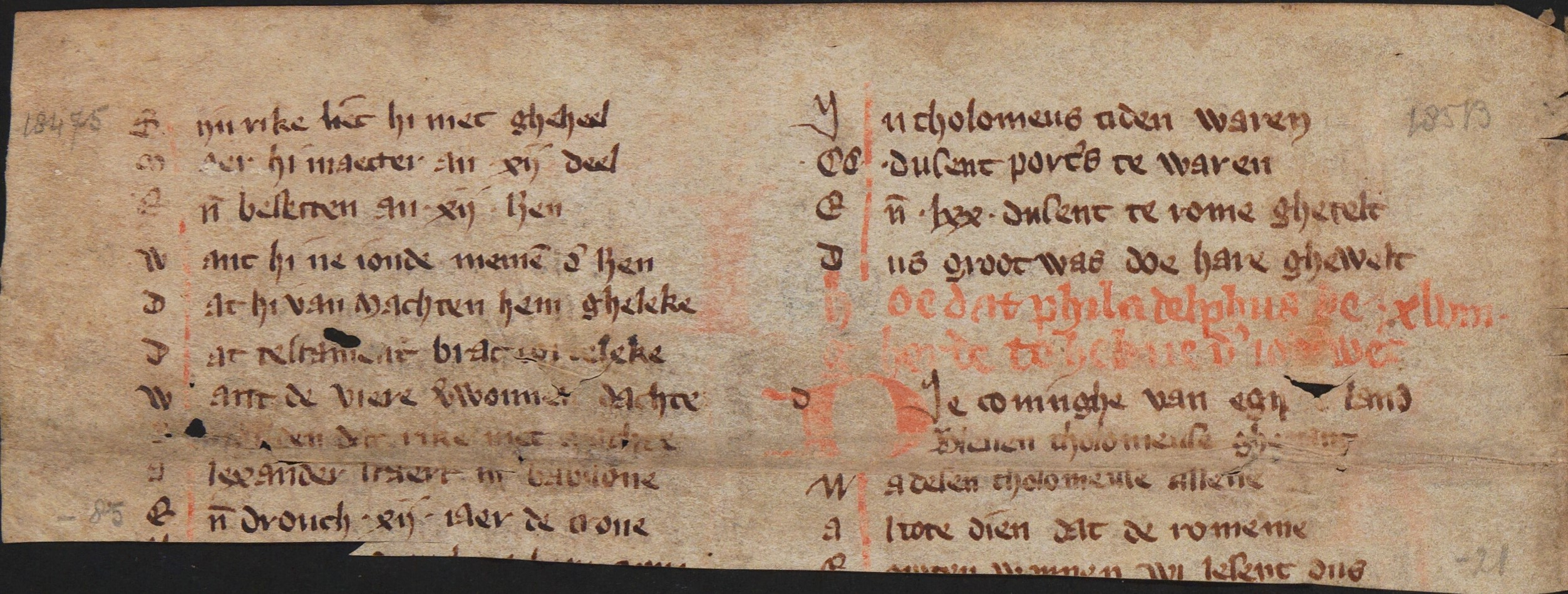
Een fragment van handschrift nr. 1250, een Rijmbijbel-kopie die gemaakt is in de late 14e eeuw.

Een later voorbeeld is de Rijmbijbel van Jacob van Maerlant (1271), een poëtische editie van de Historia scholastica (circa 1173) van Petrus Comestor. Het was geen letterlijke vertaling, maar een zogenaamde historiebijbel: een vrij vertaalde verzameling van teksten van de "historische boeken" van de Bijbel vermengd met buitenbijbelse bronnen en tradities. Nog een voorbeeld is het Luikse Leven van Jesus. Dit "Luikse diatessaron" is geschreven in de periode 1275-1300 en wordt sinds 1824 bewaard in de bibliotheek van de universiteit van Luik. De tekst bestaat uit 245 hoofdstukken en is een doorlopende vertelling van het leven van Jezus, vanaf zijn geboorte tot en met zijn dood, opstanding en hemelvaart. De tekst is gebaseerd op de vier canonieke evangeliën en heeft een chronologische volgorde waarbij de vier evangelisten elkaar als zegsman afwisselen. Tot aan omstreeks 1970 gingen enkele auteurs op het vakgebied uit van de hypothese dat de auteur van het diatessaron Willem van Affligem zou zijn. Daarna werden formuleringen gehanteerd van een auteur uit de kring van Willem van Afflichem. In het tweede decennium van de eenentwintigste eeuw is een grote meerderheid op het vakgebied van opvatting dat er onvoldoende bewijs is voor het benoemen van welke auteur dan ook en blijft de schrijver dus anoniem.
Verscheidene Middelnederlandse vertalingen van de Openbaring van Johannes, de Psalmen, de epistelen en de evangeliën zijn eind 13e en begin 14e eeuw verschenen in Vlaanderen en Brabant. Enkele decennia later zou de entourage van de Brabantse mysticus Jan van Ruusbroec (1293–1381) een volledige vertaling van alle niet-historische boeken van het Nieuwe Testament voortbrengen. Het overgebleven bewijsmateriaal suggereert dat zulke laatmiddeleeuwse Nederlandse vertalingen wijdverbeid waren in de Lage Landen en het Duitse Rijnland onder kloosterlingen (monniken en nonnen) en welgestelde burgers.

### Eerste bijna volledige en gedrukte vertalingen
De eerste bijna volledige Middelnederlandse vertaling van de Latijnse Vulgaat was de Hernse Bijbel of Zuid-Nederlandse Historiebijbel. Deze anonieme vertaling kwam vermoedelijk tot stand in het kartuizerklooster van Herne in de tweede helft van de 14e eeuw, waarschijnlijk in of rondom 1360. Geleerden verwijzen bij gebrek aan een auteursnaam naar de anonieme schrijver als "de Bijbelvertaler van 1360"; sommigen hebben Petrus Naghel als de vertaler geïdentificeerd, maar anderen zijn niet overtuigd. Rond 1390 ontstond er ook een anonieme Noord-Nederlandse vertaling van het Nieuwe Testament. Het hiervan oudste bewaard gebleven handschrift stamt uit 1391 en had geen evangeliën, maar een manuscript uit 1399 bevat het gehele Nieuwe Testament. Wetenschappers achten het zeer aannemelijk dat het geschreven is door de Windesheimse lekenbroeder Johan Scutken (overleden 1423).Het is de meest gekopieerde Middelnederlandse vertaling van het Nieuwe Testament: er zijn ongeveer 160 handschriften van deze vertaling bewaard gebleven en bovendien in totaal 46 gedrukte versies bekend. In termen van oplage was deze vertaling in Nederland daarmee de meest succesvolle in de late middeleeuwen.
De Hernse Bijbel diende als sjabloon voor de oudste gedrukte vertaling van Bijbelboeken in het Middelnederlands: de Delftse Bijbel werd in 1477 in Delft gedrukt. Deze vertaling vanuit de Latijnse Vulgaat bevatte enkel het Oude Testament met Apocriefen, maar geen Psalmen en het Nieuwe Testament ontbrak dus ook. Rondom dezelfde tijd werden delen van Johan Scutkens Historiebijbel ook gedrukt: de Epistelen en evangeliën (eerste uitgave in Utrecht in 1478) en de Psalmen (eerste publicatie te Delft in 1480). Omdat deze laatste voorzagen in de behoefte van de meeste volkstaallezers – hoofdzakelijk nonnen in kloosters – is er tot aan de Reformatie nooit een volledige Nederlandse Bijbelvertaling in gedrukte vorm tot stand gekomen.

## Protestantse en rooms-katholieke Bijbels vanaf de Reformatie

### Liesveltbijbel (1526–1542)
De Liesveldtbijbel is de eerste gedrukte volledige Nederlandstalige bijbel. Jacob van Liesvelt verzorgde de eerste uitgave van 1526 op basis van de Lutherse vertaling van het Nieuwe Testament; het Oude Testament baseerde hij nog deels op de Vulgaat. De uitgave van 1535 bevatte de complete vertaling van Maarten Luther. De uitgave van 1542 bevatte ook reformatorische kanttekeningen.

### Vorstermanbijbel (1528–1543)
De eerste volledige editie van de Vorstermanbijbel werd in 1528 door Willem Vorsterman uitgebracht. Het werd gepresenteerd als een nieuwe geautoriseerde rechtzinnige katholieke bijbelvertaling. Feitelijk had de uitgave een hoog eclectisch gehalte waarin nogal wat delen van de vertaling gebaseerd waren op eerder gepubliceerd materiaal. Dat was zowel Middelnederlands materiaal uit het tijdperk van voor de Reformatie als ook uit reformatorische kringen. Een tweede editie kwam in 1529 uit. Hierin waren al essentiële reformatorische passages verdwenen, waardoor deze aanzienlijk meer aansloot op de tekst van de Vulgaat. De Vorstermanbijbel is in de jaren daarna tot aan 1543 inclusief nadrukken nog eens in 8 edities gedrukt. In 1546 werd een aantal edities van de Vorstermanbijbel waaronder de eerste van 1528 op de Index van Leuven geplaatst.

### Leuvense Bijbel (1548) en Moerentorfbijbel (1599)
Deze vertaling werd in 1548 gemaakt door de Leuvense augustijnermonnik Nicolaas van Winghe, op basis van de in 1547 door de Leuvense professor Johannes Henten herziene versie van de Vulgaat. Van de Leuvense Bijbel zijn vele herdrukken verschenen. In 1566 verscheen een druk bij Plantijn in Antwerpen, in 1599 verscheen een nieuwe druk bij Jan Moerentorf (Moretus), schoonzoon en opvolger van Plantijn. In deze druk is de vertaling van Van Winghe gecorrigeerd volgens de nieuwe officiële editie van de Vulgaat na het Concilie van Trente. De 'Leuvense Bijbel' of 'Moerentorfbijbel' bleef tot in de 19de eeuw de rooms-katholieke standaardtekst van de Nederlandse Bijbelvertaling.

### Biestkensbijbel (1560)
De Biestkensbijbel werd in 1560 door Nicolaes Biestkens gedrukt in Groessen bij Zevenaar. Dit gebied maakte toen onderdeel uit van het hertogdom Kleef en viel niet onder het gezag van de Spaanse autoriteiten. Het beoogde lezerspubliek waren met name doopsgezinden maar deze bijbel werd ook veel gelezen door lutheranen.
De tekst was gebaseerd op een uitgave die twee jaar eerder in Emden was uitgegeven. De basis voor die tekst was de Liesveldtbijbel. Die tekst werd in overeenstemming gebracht met de Lutherbijbel die 1554 in Maagdenburg was gedrukt. Voor enkele in die bijbel ontbrekende delen was de tekst gebaseerd op de Zürichse bijbel in de vertaling van Zwingli.
Het was de eerste Nederlandse bijbel waarin de verzen van de bijbeltekst genummerd waren. Door deze versnummering was het mogelijk om in een index of register preciezer naar delen ervan te verwijzen. Hiervoor werd in bijbels de hoofdstukken van de tekst aangegeven door de letters van het alfabet. Deze bijbel werd gedrukt op kwartoformaat in plaats van het folioformaat dat tot dan toe gebruikelijk was. In combinatie met een ook kleinere drukletter kon Biestkens een aanzienlijke kostenbesparing realiseren waardoor het boek voor een lagere prijs dan andere bijbels op de markt gebracht kon worden.

### Deux-Aesbijbel (1562)
Het Oude Testament van de Deux-Aesbijbel is door Godfried van Wingen vertaald. Hierbij werd uitgegaan van de Liesveltbijbel met aanpassingen uit de Hoogduitse Lutherbijbel van 1554. Het Nieuwe Testament werd verzorgd door Johannes Dyrkinus en was een ingrijpende herziening van een eerdere vertaling van Jan Utenhove.
De bijbel is genoemd naar een kanttekening bij Nehemia 3:5, waarin staat Deux aes en heeft niet. Six cinque en geeft niet. Maar quater drij, die helpen vrij. De cijfers verwijzen naar de ogen op een dobbelsteen. De armen (2 en 1) hebben niets om te geven, de rijken (6 en 5) zijn gierig, en de middenklasse (4 en 3) is vrijgevig.

### Statenvertaling (1637/1657)

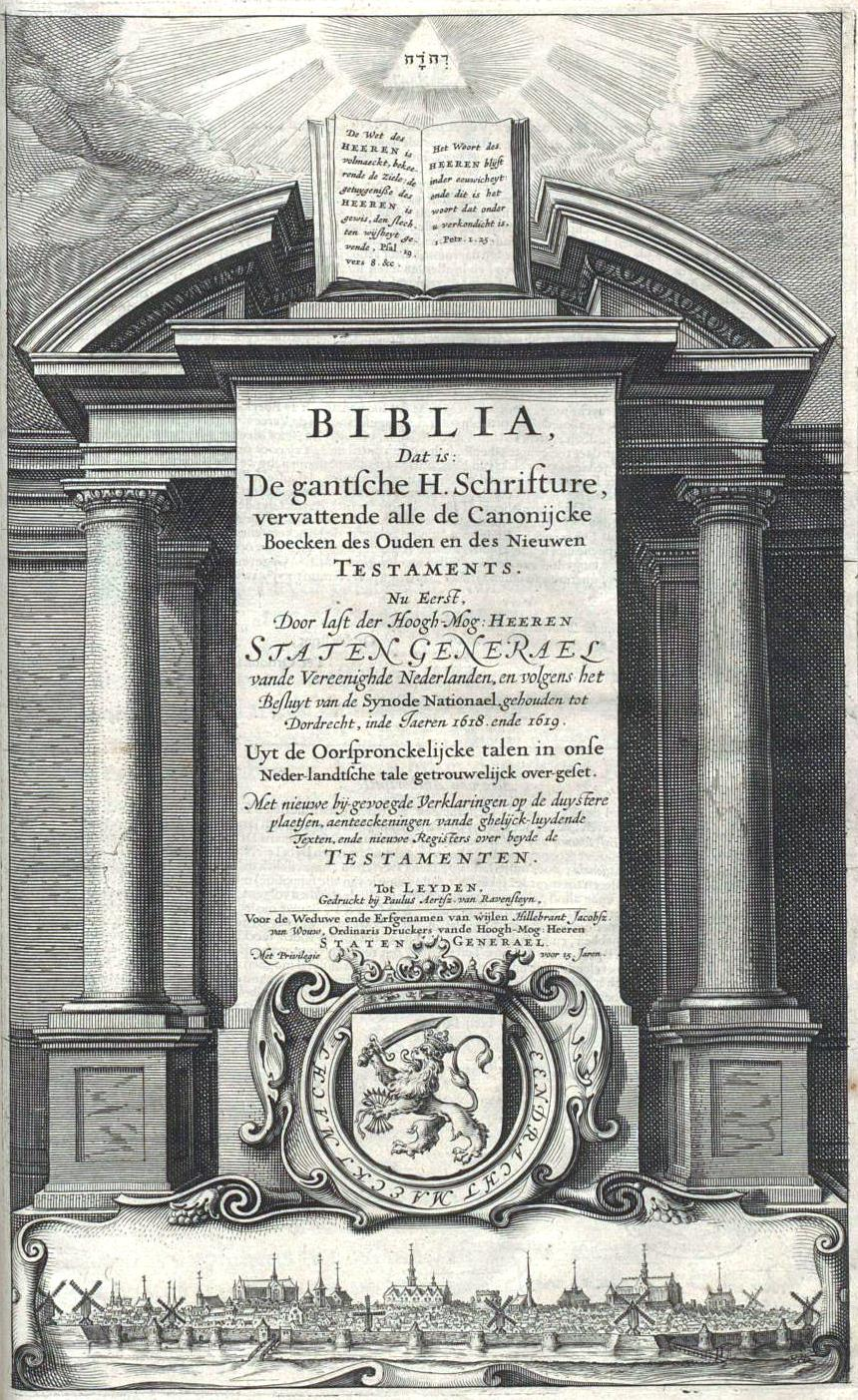
Statenvertaling

De Statenvertaling is de bekendste oudere Nederlandse vertaling van de Bijbel. De eerste druk verscheen in 1637 en in 1657 verscheen een officiële gecorrigeerde editie. Deze vertaling wordt, in  taalkundig aangepaste versies, nog steeds gebruikt in sommige kerken van conservatief-protestantse signatuur. De naam Statenvertaling is afgeleid van het feit dat de opdracht ertoe indertijd (Synode van Dordrecht 1618–1619) door de Staten-Generaal werd gegeven. Het feitelijke vertaalwerk duurde van 1626 tot 1637, werd verricht door twee teams van drie mannen voor beide Testamenten en gecontroleerd en gecorrigeerd door 17 revisoren. In tegenstelling tot alle middeleeuwse vertalingen vanuit de Latijnse Vulgaat, maar net als veel 16e- en 17e-eeuwse protestantse vertalingen in andere landen, is de Statenvertaling rechtstreeks gemaakt vanuit het Hebreeuws (op basis van de Masoretische tekst in plaats van de Septuagint) en het Grieks (op basis van de Textus Receptus). Vanwege de gedeelde tekstuele basis en politiek-religieuze status valt deze vertaling te vergelijken met de Engelse Authorised Version oftewel King James Version (1611).
De invloed van deze vertaling op de ontwikkeling van de Nederlandse taal is in het verleden sterk overdreven voorgesteld. Zo beweerde Everhardus Johannes Potgieter (1808–1875) dat 'de Statenvertalers het Nederlands hebben geschapen'. Dit is onjuist: er werd voortgebouwd op de bijbeltaal van eerdere Nederlandse edities, met name de Deux-Aesbijbel. De Winkler Prins / Microsoft Encarta (1993–2003) beweerde nog dat de Statenvertaling 'door orde te brengen in spelling en verbuiging en door een consequent woordgebruik de eenheid van de Nederlandse taal [heeft] bevorderd', maar uit wetenschappelijk onderzoek bleek ook dat een misverstand. Zo klaagde onder andere Jacob Westerbaen in 1655 dat de spelling onregelmatig was, wat pas met de gecorrigeerde editie van de Statenvertaling in 1657 werd verholpen. De feitelijk belangrijkste invloed is beperkt tot de komst van een aantal Duitse leenwoorden en een aantal uitdrukkingen - waarvan slechts ongeveer de helft teruggaat op de bijbelvertaling zelf, en dan nog niet eens speciaal op deze vertaling, maar vaak via de Liesveltbijbel of de Deux-Aexbijbel uit de Lutherbijbel. Op de spelling en grammatica heeft het geen invloed gehad. De vertaling was zelf al bij de eerste uitgave van 1637 archaïsch en week toen ook al af van wat gebruikelijk was; zij heeft nooit een leidende rol gespeeld in de ontwikkeling van het Nederlands. De ongeautoriseerde revisie van de Statenvertaling van 1755 (de zogeheten 'Jehovabijbel') gaf aan 'dat men de spelling, woordvoeging en spreekwyzen van het Nederduitsch [...] naar de taalkunde van de beroemste beschaavers van de Nederduitsche taale, als Hooft, Vondel, Vollenhove [...] en anderen, gerigt heeft', een belangrijke aanwijzing dat de literatuur van die 17e-eeuwse schrijvers veel meer invloed heeft gehad op de ontwikkeling van het Nederlands dan de Statenvertaling en de erkenning dat die laatste moest worden aangepast aan de eerste.
De Statenvertaling wordt alleen nog in de zeer behoudende reformatorische kerken gebruikt, waaronder een deel van de Gereformeerde Bond binnen de Protestantse Kerk in Nederland, de diverse (Oud-)Gereformeerde Gemeenten, de Hersteld Hervormde Kerk, een deel van de Christelijke Gereformeerde Kerken en genootschappen van andere signatuur zoals onafhankelijke Baptistengemeenten.

### Visscherbijbel (1648)
Lutheranen in de Republiek hanteerden sinds 1560 de Biestkensbijbel, maar er was behoefte aan een goede Nederlandse vertaling van de Lutherbijbel om hun identiteit ten opzichte van de te calvinistisch bevonden Statenvertaling te behouden en om geïmmigreerde lutherse Duitsers een gepaste Nederlandse vertaling te geven. Daarom werd in 1644 een vertaalcommissie onder leiding van de lutherse predikant Adolf Visscher (1605–1652) opgezet die de Lutherse vertaling van 1648 opleverde. Hoewel het voorwoord beweerde dat het om een nieuwe vertaling ging, was dit feitelijk niet het geval. Toch is deze versie onder de Nederlandse lutheranen en de Evangelisch-Lutherse Kerk in het Koninkrijk der Nederlanden zodanig bekend geworden als een uitzonderlijke vertaling dat deze de "Visscherbijbel" is gaan heten. In 1951 stapten de meeste lutheranen over op de NBG 1951.

## Van 1650 tot 1950

### 18e eeuw
Willem Antony van Vloten gaf een nieuwe Bijbelvertaling uit onder de naam De Bijbel vertaald, omschreven en door aanmerkingen opgehelderd. Het eerste deel van zijn vertaling verscheen in 1789 en het laatste deel, Hebreeën tot en met Openbaring, in 1796.

### 19e eeuw
De onvrede over de leesbaarheid van de Statenvertaling leidde in de 19e eeuw ertoe dat er meerdere pogingen ondernomen zijn om tot een nieuwe Bijbelvertaling te komen. De zogenaamde Palmbijbel (1818–1830) bevat een modernisering gemaakt door de Utrechtse hoogleraar Johannes van der Palm. Naast een modernisering van de tekst bevat deze Bijbeluitgave ook uitgebreide herziene kanttekeningen. Van der Palm is bekender geworden met zijn "Bijbel voor de jeugd", die gezien wordt als de eerste kinderbijbel. De vertaling van Gerbrand Vissering (Visschering) (1854 en 1859) kwam hoofdzakelijk in gebruik bij de doopsgezinden. Deze vertaling van het Nieuwe Testament is hoofdzakelijk gebaseerd op de Griekse tekst van Konstantin von Tischendorf. Het gebruik van dit Nieuwe Testament is geheel verdwenen met de komst van de NBG-vertaling 1951.
In de loop van de 19e eeuw vertaalde de Rotterdamse uitgeversfamilie Voorhoeve het Nieuwe Testament op basis van de Griekse uitgave van John Nelson Darby. De traditie waarin deze zogenoemde Voorhoevevertaling staat is in lijn met de vertaling van Darby's werk in het Engels, Frans en Duits. De oorspronkelijke Voorhoevevertaling uit 1877 is inmiddels vier keer herzien. De laatste herziening vond plaats in 1985, waarbij de teksteditie van Nestle-Aland het uitgangspunt werd. Deze editie, die bekendstaat onder de naam Telosvertaling, is een vertaling in hedendaags Nederlands en wordt algemeen gebruikt binnen de Vergadering van gelovigen.
De zogenaamde "Professorenbijbel" is niet de formele titel, maar meer een bijnaam voor een vertaling van het Oude Testament inclusief de deuterocanonieke boeken vanuit de Latijnse Vulgaat die aan het einde van de 19e eeuw tot stand kwam. De vertaling is voorzien van aantekeningen, waarin regelmatig ook de verschillende lezingen van de Septuaginta en de Hebreeuwse tekst ten opzichte van de Vulgaat worden besproken.

### Vroege 20e eeuw
De Leidsche Vertaling (1914) betreft een Bijbelvertaling die grotendeels tot stand is gekomen door professoren van de Universiteit Leiden. 
In Vlaanderen verzorgde kanunnik Theodoor Van Tichelen (1877-1945) in 1926 een katholieke vertaling van het Nieuwe Testament vanuit het Grieks. In de eerste en tweede druk werd een totale oplage van 50.000 exemplaren bereikt. De Katholieke Bijbel (1938) is verschenen bij Teulings' Uitgevers-Maatschappij 'S-Hertogenbosch, De Heilige Boeken van het Oude Verbond, vertaling uit de oorspronkelijke tekst door P. Dr. Laetus Himmelreich O.F.M. en De Heilige Boeken van het Nieuwe Verbond, vertaling uit de oorspronkelijke tekst door P. Dr. Crispinus Smits O.F.M.
Na het in 1906 uitgebrachte en snel populair geworden 'Canisiusbijbeltje' (dat de evangeliën en Handelingen bevatte) volgde in 1939 de katholieke Apologetische Vereniging 'Petrus Canisius' in Nijmegen met een van aantekeningen voorziene volledige vertaling uit de grondteksten, welke meestal de Petrus Canisiusvertaling wordt genoemd. Het was de eerste Nederlandse katholieke vertaling die niet uitging van de Latijnse Vulgaat, maar van de Hebreeuwse, Aramese en Griekse grondteksten; daarmee was zij voor die tijd in katholieke kring vooruitstrevend. In 1978 is deze grotendeels vervangen door de Willibrordvertaling.

## Vanaf 1950

### NBG-vertaling 1951
De NBG-vertaling 1951 is een uitgave van het Nederlands Bijbelgenootschap. Al vanaf 1911 werd er door een groep nieuwtestamentici gewerkt aan een vervanging voor de Statenvertaling. Het Bijbelgenootschap besloot in 1927 tot de totstandkoming van een nieuwe vertaling en stelde daartoe twee commissies oud- en nieuwtestamentici van verschillende kerken en theologische richtingen samen. Men is toen begonnen met het Nieuwe Testament, dat werd uitgegeven in 1939. De Nieuwe Vertaling was in 1951 volledig klaar. Doordat het Nieuwe Testament eerder vertaald is, lijken sommige uitdrukkingen daarin wat ouderwetser dan in het Oude Testament. De tekst staat bewust nog vrij dicht bij de Statenvertaling. De NBG-vertaling 1951 werd voor de meeste Nederlandse protestanten de standaardvertaling tot de verschijning van de Nieuwe Bijbelvertaling in 2004. 

### Willibrordvertaling (1961–1995)
Een katholieke vertaling van het Nieuwe Testament werd in 1961 uitgegeven onder auspiciën van de Katholieke Bijbelstichting (KBS) en de Vlaamse Bijbelstichting. De volledige Bijbelvertaling uit 1975, bekend als de Willibrordvertaling of KBS-vertaling, met herzieningen die gaan tot 1978, werd de standaardvertaling voor de Vlaamse en Nederlandse katholieken en deze vertaling wordt in het Lectionarium gebruikt. Het is de officiële Nederlandse vertaling van de Katholieke Kerk. De vernieuwde uitgave van 1995 bevat een geheel herziene tekst,  maar wordt niet door de Katholieke Kerk in de liturgie gebruikt.

### Nieuwe Bijbelvertaling (NBV 2004 en NBV21)

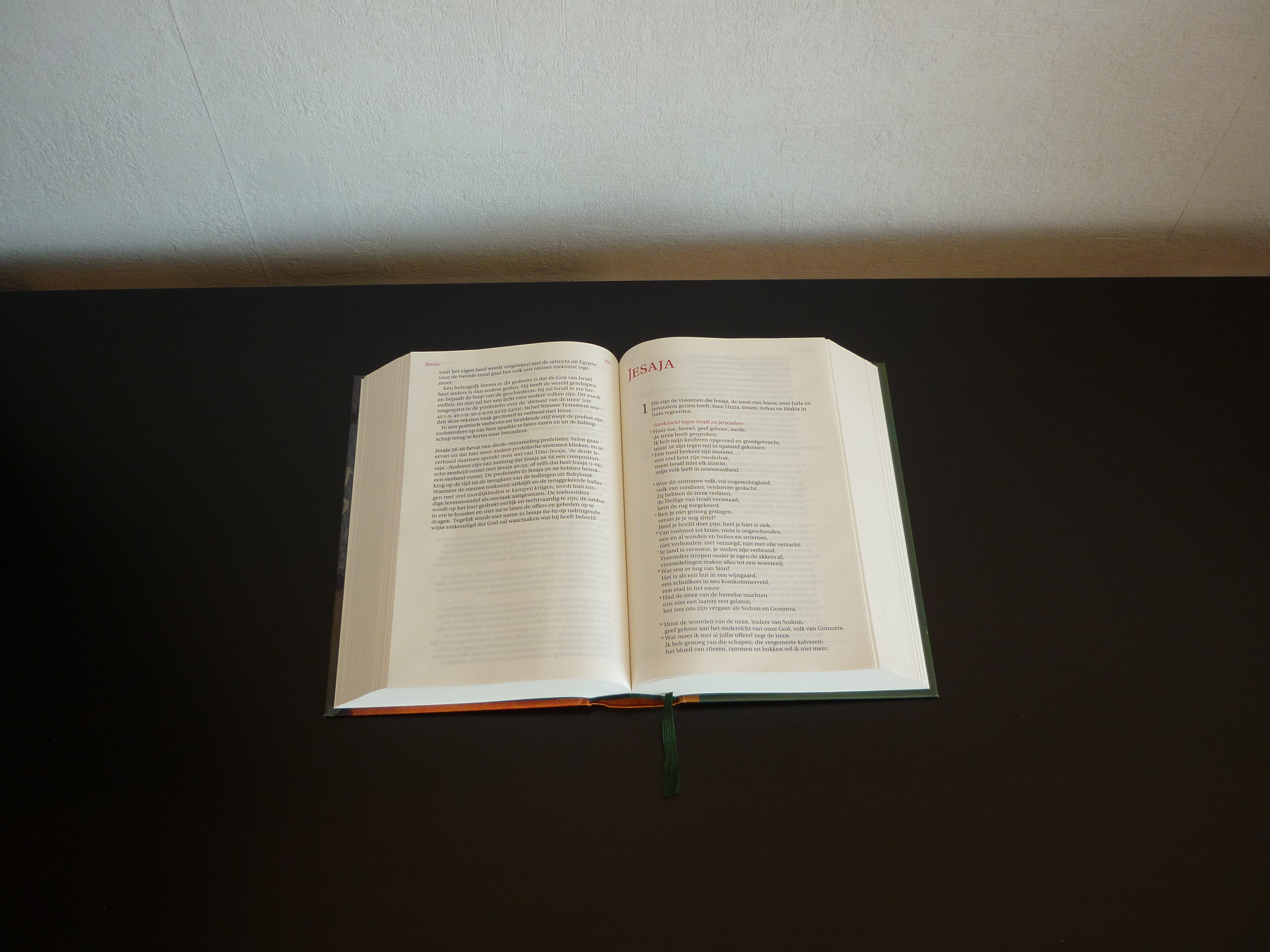
Exemplaar van de NBV 2004 met Jesaja 1

De Nieuwe Bijbelvertaling verscheen in het najaar van 2004. Het is een oecumenische vertaling, waaraan de belangrijkste Nederlandse kerkgenootschappen hebben meegewerkt. In 2021 kwam de NBV21 uit, een nieuwe versie van de Nieuwe Bijbelvertaling die met behulp van lezersreacties en op basis van de meest recente inzichten van wetenschappers werd gereviseerd. Bij het Nieuwe Testament is bijvoorbeeld gebruikgemaakt van de 28e editie van Nestle-Aland (2012). Tijdens de ontwikkeling van de NBV21 fuseerden het Nederlands Bijbelgenootschap en Vlaams Bijbelgenootschap tot het Nederlands-Vlaams Bijbelgenootschap.

### Overige edities Nederlands-Vlaams Bijbelgenootschap
De Groot Nieuws Bijbel (GNB, 1983 en 1996) is een uitgave van het Nederlands Bijbelgenootschap in samenwerking met de Katholieke Bijbelstichting. Kenmerkend voor deze vertaling is de keuze voor omgangstaal en het vermijden van christelijk jargon. Ze is de Nederlandse versie van de Groot-Nieuws-vertalingen die destijds wereldwijd ontstonden vanuit de vertaaltheorie van Eugene Nida. De tekst van de Groot Nieuws Bijbel is in 1996 geheel herzien.
De Bijbel in Gewone Taal (BGT, 2014) is een geheel nieuwe vertaling van de Bijbel (zonder de deuterocanonieke boeken), gemaakt door het Nederlands Bijbelgenootschap. Het is een vertaling die voor iedereen gemakkelijk te begrijpen is, in 'gewone taal' zoals mensen die dagelijks gebruiken: beperkte woordenschat, korte zinnen, met verduidelijkingen indien nodig.

### Moderne hertalingen van de Statenvertaling
De bekendste hertaling van de Statenvertaling is de tweede 19e-eeuwse revisie van het toenmalige Nederlands Bijbelgenootschap. Deze succesvolle revisie verscheen in 1886. Van alle Statenvertaling-varianten wordt deze het meest gebruikt. Deze versie stond vanaf het eind van de twintigste eeuw tot 2021 bekend als de Jongbloed-editie omdat in deze periode drukkerij Jongbloed BV de enige uitgever van deze versie was.
Toen in de periode voor de Tweede Wereldoorlog de NBG-vertaling 1951 nog op zich liet wachten, begon het Nederlands Bijbelgenootschap met een revisie van de Statenvertaling om tegemoet te komen aan de vraag naar een modernere vertaling. Deze herziening, meestal genoemd naar de twee revisoren Esser en Kijne, verscheen in 1948. Zij bevatte niet alleen taalkundige aanpassingen, maar ook enkele inhoudelijke moderniseringen (zoals 'dodenrijk' in plaats van 'hel'). De NBG-vertaling 1951 maakte deze revisie al snel overbodig.
Omdat een deel van de behoudende protestanten de NBG-vertaling 1951 niet accepteerde, startte het Nederlands Bijbelgenootschap eind jaren zestig een nieuw revisieproject, dat de tekst van 1886 alleen taalkundig zou bijwerken en toetsen aan de Ravesteynbijbel van 1657. Deze lichte herziening werd uitgevoerd door een commissie onder leiding van ds. W.L. Tukker. Deze zogeheten Tukkerbijbel verscheen in 1977 bij het Nederlands Bijbelgenootschap. 
In dezelfde periode als de totstandkoming van de Tukkerbijbel startte de Gereformeerde Bijbelstichting (GBS) met eigen uitgaven van de Statenvertaling (sinds 1973). Het doel van de GBS-Bijbel, die in principe ook de NBG-revisie van 1886 als uitgangspunt heeft, is om zo dicht mogelijk bij de oorspronkelijke uitgave te komen, waarbij de zogenoemde Ravesteynbijbel uit 1657 toetssteen is. In 2004 verscheen een Statenvertaling inclusief de kanttekeningen. Hoewel de spelling is gemoderniseerd en verouderde woorden (vaak overeenkomstig de bekende 1886-editie) zijn vervangen, gaat deze editie op sommige punten ook weer terug naar de 17e-eeuwse taal. Omdat de moeilijkheidsgraad van de Statenvertaling een steeds hogere drempel vormt, is de GBS in 2022 begonnen met het project 'Statenvertaling bewaren', waarin enkele verouderde woorden en constructies zullen worden vervangen.
Omdat veel mensen uit conservatief-protestantse kring de Nieuwe Bijbelvertaling uit 2004 niet accepteerden, nam een groep theologen uit deze kring het initiatief tot een grondiger revisie van de Statenvertaling dan tot dan toe gebeurd was. Deze nieuwe uitgave van de tekst kwam in december 2010 op de markt onder de naam Herziene Statenvertaling (HSV, 2010). Hun uitgangspunt was dat de tekst van de oorspronkelijke Statenvertaling door meer dan 50% van de jongeren niet begrepen werd en daarom gemoderniseerd moest worden. Een andere reden voor het maken van de Herziene Statenvertaling was dat deze meer behoudende christenen wilden vasthouden aan dezelfde Griekse brontekst als de Statenvertaling. Voor het Oude Testament hebben de conservatief-protestantse hertalers, net zoals bij andere vertalingen, gebruikgemaakt van de Masoretische Tekst, die waar dat nodig werd geacht gecorrigeerd is naar de oude vertalingen en de Dode-Zeerollen.
De in 2013 online verschenen BasisBijbel is een Bijbel in eenvoudig Nederlands geschreven door J. Kleyn, in 2016 in druk gebracht door de ZakBijbelBond. De tekst is niet direct uit de grondtekst vertaald, maar gebaseerd op onder meer de Statenvertaling.
Het leesniveau van de BasisBijbel is aanzienlijk lager dan die van bijvoorbeeld Het Boek, zonder kinderachtig te zijn. De woordkeus is eenvoudig, woorden en zinnen zijn kort gehouden.

## Overige vertalingen

### Standaardnederlands
- Den Bibel int Corte (1513)
- de vertaling van Andreas Van der Schuur (1732)
- de vertaling van het Oude Testament door prof. dr. Herman Theodorus Obbink (1924)
- de vertaling van het Nieuwe Testament door prof. dr. Anneus Marinus Brouwer (1921)
- Obbink-Brouwer tezamen wordt wel de Utrechtse Bijbel of Utrechtse Vertaling genoemd (1927).
- de Nieuwewereldvertaling van de Bijbel (oorspr. 1969) is een vertaling door een aantal anonieme Jehova's getuigen. De Nederlandse versie is een vertaling van de Engelse uitgave. Deze vertaling wordt enkel door Jehova's getuigen gebruikt vanwege de doctrinaire verschillen ten opzichte van de andere vertalingen (bijv. het niet geloven in de Drie-eenheid).
- Het Boek (1987), een parafrasebijbel in de moderne omgangstaal, gebaseerd op The Living Bible van Kenneth Taylor. Er is wel een vergelijking gemaakt met de Griekse en Hebreeuwse tekst, maar geen vertaling hiervan. De parafrase-vertaling van Het Boek wordt vooral gebruikt in evangelische groeperingen en ook onder jongeren binnen de meer orthodox-protestantse kerken.[bron?]
- de Naardense Bijbel (2004) van Pieter Oussoren. In november 2014 is een herziene versie – Naardense Bijbel 2014 – verschenen. De Naardense Bijbel blijft qua zinsbouw dicht bij de Hebreeuwse en Griekse bronteksten.[bron?]
- de Nederlandse Concordante Vertaling (vanaf 2014) is een studievertaling die net als de Statenvertaling dicht bij de grondtekst blijft, maar daardoor soms misschien moeilijker te lezen is.[bron?]
- de idiolecte vertaling van het Oude Testament door Albert Koster onder de serietitel De Hebreeuwse Bijbel
- de daarmee vergelijkbare vertaling door de Societas Hebraica Amstelodamensis
- de vertaling van de Pentateuch door Huub Oosterhuis en Alex van Heusden. Deze vijf delen dragen de namen 'In den beginne' (Genesis), 'en dit zijn de namen' (Exodus), 'hij riep' (Leviticus), 'in de woestijn' (Numeri) en 'dit zijn de woorden' (Deuteronomium). In deze vertaling is de Hebreeuwse grondtekst met zijn eigen idioom en kenmerkende stijlfiguren zo adequaat mogelijk in het Nederlands vertaald.

### Andere talen/dialecten van Nederland
De Bijbel in Nederlandse streektalen begint met de emancipatie van het Fries in de negentiende eeuw. Er is toen een aantal evangeliën vertaald. De eerste volledige vertaling van de Bijbel in het Fries is gemaakt door dr. G.A. Wumkes en E.B. Folkertsma. Het Nieuwe Testament verscheen in 1933 en het Oude Testament in 1943. Onder leiding van de stichting Yntertsjerklike Kommisje foar de Nije Fryske bibeloersetting is begonnen aan een nieuwe vertaling. Het werk eraan startte in 1967 en kwam gereed in 1977. De uitgave is uitgevoerd door het Nederlands Bijbelgenootschap en de Katholieke Bijbelstichting samen. In 1978 kwam de eerste druk uit. De meest recente uitgave is de derde, verbeterde druk uit 1995.
Tegen het einde van de twintigste eeuw begon men de Bijbel ook in andere streektalen en dialecten te vertalen. Omdat deze talen het Standaardnederlands als cultuurtaal gebruiken was daar lang geen behoefte aan. Gewoonlijk gaat het slechts om enkele Bijbelboeken. Sommige daarvan zijn door het Nederlands Bijbelgenootschap uitgegeven, andere werden elders gepubliceerd.
Verscheidene dialecten van het Nedersaksisch hebben hun eigen edities.
- Zo bestaat er een Groningse vertaling van de Bijbel waarmee in de tweede helft van de twintigste eeuw is aangevangen.[21] De in 1989 opgerichte stichting Liudgerstichten coördineert dit hele gebeuren. Lichtelijk omstreden was het noemen van de naam God waar Nederlandse vertalingen gewoonlijk Heer(e) hebben.[bron?]
- De Stichting Twentse Bijbelvertaling heeft in 2009 de 'Biebel In de Twentse Sproake' uitgebracht, een vertaling van prof. dr. Anne van der Meiden plus nog een aantal andere personen.[bron?]
- Op het voormalige Zuiderzee-eiland Urk wordt er een vertaling in het Urkers gemaakt. Hier is nogal wat om te doen geweest omdat het Urkers de aanspreekvorm 'U' niet kent en daardoor God met Jie aangesproken zou worden, iets wat veel Urkers als blasfemisch opvatten.[bron?]
- Er wordt ook gewerkt aan een Achterhoekse Bijbelvertaling. Gepubliceerd zijn inmiddels Prediker, het Hooglied en het Evangelie volgens Lucas.[bron?]
- In 2004 is de stichting 'Stellingwerfs Eigen' een Bijbelvertaalproject begonnen in de streektaal van de Stellingwerven, het Stellingwerfs; in 2010 werd de voltooide vertaling gepresenteerd: de Stellingwarver Biebel.[bron?]

Voor het Limburgs verscheen in 2001 het Evangelie volgens Marcus in het Venloos:  't Gooje Nièts van Marcus. Jo Bronneberg uit Sittard vertaalde in 2004 de vier evangeliën naar zijn eigen Limburgse ideolect, waarvoor hij bovendien zijn eigen spelling gebruikte. De tekst heeft het imprimatur (nog) niet ontvangen en is nog niet op de markt. In 2013 is er een project gestart om het Nieuwe Testament in het meest gesproken Limburgse dialect(continuüm) te vertalen, het Oost-Limburgs.
Ook het Zeeuws kent Bijbelvertalingen, in het bijzonder de Psalmen, die door Wim Joosse vertaald werden vanuit de Statenbijbel.
In november 2011 verscheen De torrie van Mattie, ook wel genoemd de Straatbijbel. Daarin staan delen van het Evangelie volgens Matteüs in Nederlandse straattaal en in een vrije vorm. Zo vertelt Jezus een verhaal over de platenbaas van een raplabel en worden zijn discipelen de gang van Jezus genoemd. Deze vertaling is een initiatief van Daniël de Wolf, leider van Thugz Church in Rotterdam (gericht op jongeren uit achterstandsbuurten) en de uitgave wordt verzorgd door het NBG, Youth for Christ en Ark Mission. Deze uitgave baarde veel opzien en de eerste oplage van 3000 stuks was binnen 2 dagen uitverkocht.
Behalve voor het behoud en de emancipatie van het dialect dienen dergelijke vertalingen vooral ook om de vanouds plechtstatig vertaalde Bijbeltekst dichter bij de gelovige te brengen. Dit leidde vaak tot positieve reacties, maar zorgde bij orthodoxe richtingen ook voor kritiek: velen vonden het dialect niet waardig genoeg voor de Bijbel.
| Bijbelvers      | Nije Fryske Bibeloersetting; NBG 1978 | Biebel in t Grunnegers; Liudgerstichting 2008 | Biebel in de Twentse sproake; Stichting Twentse Bijbelvertaling, 2009 |
| --------------- | --- | --- | --- |
| Exodus 20:12-16 | Earje dyn heit en mem, datst lang libje meist op ’e grûn dy’t de Heare, dyn God, dy jout. Do meist net deaslaan. Do meist net troubrekke. Do meist net stelle. | Hol joen voader en moeke hoog in eren, den zel ie n laank levent hebben in t laand dat de HEER, joen God, joe geven zel. Ie maggen gainent doodmoaken. Ie maggen t nait aanleggen mit man of vraauw van n aander. Ie maggen nait stelen. | Hoaldt diene vaar en moder in ere, want dan leaf iej langer in ’t land dat HEE owwen God, ow geaven zal. Doodsloan, dat doo’j nich. ’n Echt brekken, dat doo-j nich. Stellen, dat doo-j nich. |

## Vergelijking Bijbelvertalingen
| Bijbelvers       | SV | NBG 1951 | WV95 | GNB | NBV | HSV | BB | BGT | NBV21 |
| ---------------- | --- | --- | --- | --- | --- | --- | --- | --- | --- |
| Genesis 1:2      | De aarde nu was woest en ledig, en duisternis was op den afgrond; en de Geest Gods zweefde op de wateren. | De aarde nu was woest en ledig, en duisternis lag op de vloed, en de Geest Gods zweefde over de wateren. | De aarde was woest en leeg; duisternis lag over de diepte, en de geest van God zweefde over de wateren. | De aarde was onherbergzaam en verlaten. Een watervloed bedekte haar en er heerste diepe duisternis. De wind van God joeg over het water. | De aarde was nog woest en doods, en duisternis lag over de oervloed, maar Gods geest zweefde over het water. | De aarde nu was woest en leeg, en duisternis lag over de watervloed; en de Geest van God zweefde boven het water. | De aarde was helemaal leeg. Er was nog niets. De aarde was bedekt met water en het was er helemaal donker. De Geest van God waaide over het diepe water. | De aarde was leeg en verlaten. Overal was water, en alles was donker. En er waaide een hevige wind over het water. | De aarde was woest en doods, duisternis lag over de oervloed, en over het water zweefde Gods geest. |
| Exodus 20:2-3    | Ik ben de HEERE uw God, Die u uit Egypteland, uit het diensthuis, uitgeleid heb. Gij zult geen andere goden voor Mijn aangezicht hebben. | Ik ben de HERE, uw God, die u uit het land Egypte, uit het diensthuis, geleid heb. Gij zult geen andere goden voor mijn aangezicht hebben. | Ik ben de HEER uw God die u heeft weggeleid uit Egypte, het slavenhuis. U zult geen andere goden hebben ten koste van Mij. | Ik, de Heer, ben jullie God. Ik heb je uit Egypte gehaald, uit dat slavenoord. Houd er geen andere goden op na. Ik ben er immers. | Ik ben de HEER, uw God, die u uit Egypte, uit de slavernij, heeft bevrijd. Vereer naast mij geen andere goden. | Ik ben de HEERE, uw God, Die u uit het land Egypte, uit het slavenhuis, geleid heeft. U zult geen andere goden voor Mijn aangezicht hebben. | Ik ben jullie Heer God. Ik ben het die jullie uit de slavernij in Egypte heeft bevrijd. Jullie mogen geen andere goden hebben dan Mij alleen. | Ik ben de Heer, jullie God. Ik heb jullie uit Egypte weggehaald, en bevrijd uit de slavernij. Vereer geen andere goden. Vereer alleen mij. | Ik ben de HEER, uw God, die u uit Egypte, uit de slavernij, heeft bevrijd. Vereer naast Mij geen andere goden. |
| Psalm 23:2       | De HEERE is mijn Herder, mij zal niets ontbreken. Hij doet mij nederliggen in grazige weiden; Hij voert mij zachtjes aan zeer stille wateren | De HERE is mijn herder, mij ontbreekt niets; Hij doet mij nederliggen in grazige weiden; Hij voert mij aan rustige wateren; | De HEER is mijn herder, het ontbreekt mij aan niets. Hij laat mij in grazige weiden rusten, Hij voert mij naar vredig water, | De Heer is mijn herder, mij zal niets ontbreken. Hij brengt mij naar groene weiden, laat me rusten aan het water | De HEER is mijn herder, het ontbreekt mij aan niets. Hij laat mij rusten in groene weiden en voert mij naar vredig water | De HEERE is mijn Herder, mij ontbreekt niets. Hij doet mij neerliggen in grazige weiden, Hij leidt mij zachtjes naar stille wateren. | De Heer zorgt voor mij zoals een herder voor zijn schapen zorgt. Ik kom niets tekort. Hij laat mij rusten in groene velden. Hij laat mij drinken uit rustige stroompjes. | De Heer zorgt voor mij, zoals een herder voor zijn schapen zorgt. Hij geeft me alles wat ik nodig heb. Hij leidt mij, zoals een herder zijn schapen leidt naar groen gras en fris water. | De HEER is mijn herder, het ontbreekt mij aan niets. Hij laat mij rusten in groene weiden en voert mij naar vredig water, |
| Prediker 1:2     | IJdelheid der ijdelheden, zegt de prediker; ijdelheid der ijdelheden, het is al ijdelheid. | IJdelheid der ijdelheden, zegt Prediker, ijdelheid der ijdelheden! Alles is ijdelheid! | IJl en ijdel, zegt Prediker, ijl en ijdel, alles is ijdel. | IJl en vluchtig, zonder zin, nutteloos is alles, zegt hij. Volkomen zinloos is het leven. | Lucht en leegte, zegt Prediker, lucht en leegte, alles is leegte. | Een en al vluchtigheid, zegt Prediker, een en al vluchtigheid, alles is even vluchtig. | Alles is maar lucht en leegte, zegt Prediker. Niets heeft werkelijk zin! Het hele leven is maar lucht en iets onbegrijpelijks! | ‘Alles gaat voorbij,’ zegt Prediker. ‘Er is niets dat blijft. Het is allemaal zinloos.’ | Lucht en leegte, zegt Prediker, lucht en leegte, alles is leegte. |
| Johannes 3:16    | Want alzo lief heeft God de wereld gehad, dat Hij Zijn eniggeboren Zoon gegeven heeft, opdat een iegelijk die in Hem gelooft, niet verderve, maar het eeuwige leven hebbe. | Want alzo lief heeft God de wereld gehad, dat Hij zijn eniggeboren Zoon gegeven heeft, opdat een ieder, die in Hem gelooft, niet verloren ga, maar eeuwig leven hebbe | Zoveel immers heeft God van de wereld gehouden, dat Hij zijn eniggeboren Zoon heeft geschonken, zodat iedereen die in Hem gelooft niet verloren gaat, maar eeuwig leven bezit. | Want God had de wereld zo lief dat hij zijn enige Zoon gegeven heeft, opdat iedereen die in hem gelooft, niet verloren gaat maar eeuwig leven heeft. | Want God had de wereld zo lief dat hij zijn enige Zoon heeft gegeven, opdat iedereen die in hem gelooft niet verloren gaat, maar eeuwig leven heeft. | Want zo lief heeft God de wereld gehad, dat Hij Zijn eniggeboren Zoon gegeven heeft, opdat ieder die in Hem gelooft, niet verloren gaat, maar eeuwig leven heeft. | Want God houdt zoveel van de mensen, dat Hij zijn enige Zoon aan hen heeft gegeven. Iedereen die in Hem gelooft, zal niet verloren gaan, maar zal het eeuwige leven hebben. | Want Gods liefde voor de mensen was zo groot, dat hij zijn enige Zoon gegeven heeft. Iedereen die in hem gelooft, zal niet sterven, maar voor altijd leven. | Want God had de wereld zo lief dat Hij zijn enige Zoon heeft gegeven, opdat iedereen die in Hem gelooft niet verloren gaat, maar eeuwig leven heeft. |
| Marcus 12:29b-31 | Hoor, Israël! de Heere, onze God, is een enig Heere. En gij zult den Heere, uw God, liefhebben uit geheel uw hart, en uit geheel uw ziel, en uit geheel uw verstand, en uit geheel uw kracht. Dit is het eerste gebod. En het tweede aan dit gelijk, is dit: Gij zult uw naaste liefhebben als uzelven. Er is geen ander gebod, groter dan deze.                                                               | Het eerste is: Hoor, Israël, de Here, onze God, de Here is één, en gij zult de Here, uw God, liefhebben uit geheel uw hart en uit geheel uw ziel en uit geheel uw verstand en uit geheel uw kracht.Het tweede is dit: Gij zult uw naaste liefhebben als uzelf. Een ander gebod, groter dan deze, bestaat niet.                                                                                              | Luister Israël, de Heer onze God is de enige Heer; u zult de Heer uw God liefhebben met heel uw hart en met heel uw ziel, met heel uw verstand en met heel uw kracht. Het tweede is dit: U zult uw naaste liefhebben als uzelf. Een ander gebod, groter dan deze twee, is er niet.                         | Luister Israël! De Heer is onze God, alleen de Heer. Heb de Heer, uw God, lief met heel uw hart en heel uw ziel, met heel uw verstand en met inzet van al uw krachten. En het tweede gebod is: Heb uw naaste lief als uzelf. Een belangrijker gebod dan deze twee is er niet.                                  | Luister, Israël! De Heer, onze God, is de enige Heer; heb de Heer, uw God, lief met heel uw hart en met heel uw ziel en met heel uw verstand en met heel uw kracht.” Het op een na belangrijkste is dit: “Heb uw naaste lief als uzelf.” Er zijn geen geboden belangrijker dan deze.                                                               | Hoor, Israël! De Heere, onze God, de Heere is één. En u zult de Heere, uw God, liefhebben met heel uw hart en met heel uw ziel en met heel uw verstand en met heel uw kracht. Dit is het eerste gebod. En het tweede, hieraan gelijk, is dit: U zult uw naaste liefhebben als uzelf. Er is geen ander gebod groter dan deze.                                                                       | Luister, Israël, de Heer is Eén. Houd van je Heer God met je hele hart en met je hele ziel, met je hele verstand en met alles wat je hebt. De tweede wet, die net zo belangrijk is, is deze: Houd net zoveel van je broeders als van jezelf. Geen enkele wet is belangrijker dan deze twee. | Luister goed, Israëlieten! De Heer, onze God, is de enige God. Je moet van hem houden met je hele hart, met je hele ziel, met je hele verstand en met al je kracht. Daarna komt deze regel: Van de mensen om je heen moet je evenveel houden als van jezelf. Dat zijn de twee belangrijkste regels. | “Luister, Israël! De Heer, onze God, is de enige Heer; heb de Heer, uw God, lief met heel uw hart en met heel uw ziel en met heel uw verstand en met heel uw kracht.” En daarna komt dit: “Heb uw naaste lief als uzelf.” Er zijn geen geboden belangrijker dan deze. |
| Matth 6:9-14     | Onze Vader, Die in de hemelen zijt! Uw Naam worde geheiligd. Uw Koninkrijk kome. Uw wil geschiede, gelijk in den hemel alzo ook op de aarde. Geef ons heden ons dagelijks brood. En vergeef ons onze schulden, gelijk ook wij vergeven onzen schuldenaren. En leid ons niet in verzoeking, maar verlos ons van den boze. Want Uw is het Koninkrijk, en de kracht, en de heerlijkheid, in der eeuwigheid, amen. | Onze Vader die in de hemelen zijt, Uw naam worde geheiligd; uw Koninkrijk kome; uw wil geschiede, gelijk in de hemel alzo ook op de aarde. Geef ons heden ons dagelijks brood; en vergeef ons onze schulden, gelijk ook wij vergeven onze schuldenaren; en leid ons niet in verzoeking, maar verlos ons van de boze. [Want Uwer is het Koninkrijk en de kracht en de heerlijkheid in der eeuwigheid. Amen.] | Onze Vader in de hemel, uw naam worde geheiligd, uw koninkrijk kome, uw wil geschiede, op aarde zoals in de hemel. Geef ons vandaag het nodige brood, en vergeef ons onze schulden, zoals ook wij hebben vergeven wie schulden heeft bij ons. En breng ons niet in beproeving, maar red ons van het kwaad. | Onze Vader in de hemel, uw naam worde geheiligd, uw koninkrijk kome, uw wil geschiede, op aarde zoals in de hemel. Geef ons vandaag het brood dat we nodig hebben en vergeef ons onze schulden zoals ook wij anderen hun schulden hebben vergeven, en stel ons niet op de proef maar verlos ons van de duivel. | Onze Vader in de hemel, laat uw naam geheiligd worden, laat uw koninkrijk komen en uw wil gedaan worden op aarde zoals in de hemel. Geef ons vandaag het brood dat wij nodig hebben. Vergeef ons onze schulden, zoals ook wij hebben vergeven wie ons iets schuldig was. En breng ons niet in beproeving, maar red ons uit de greep van het kwaad. | Onze Vader, Die in de hemelen zijt. Uw Naam worde geheiligd. Uw Koninkrijk kome. Uw wil geschiede, zoals in de hemel zo ook op de aarde. Geef ons heden ons dagelijks brood. En vergeef ons onze schulden, zoals ook wij onze schuldenaren vergeven. En leid ons niet in verzoeking, maar verlos ons van de boze. Want van U is het Koninkrijk en de kracht en de heerlijkheid, tot in eeuwigheid. | Onze hemelse Vader, laten alle mensen diep ontzag voor U krijgen. Laat uw Koninkrijk komen. Laat op aarde worden gedaan wat Ú wil, net zoals in de hemel wordt gedaan wat U wil. Geef ons vandaag het eten dat we nodig hebben. Vergeef ons wat we verkeerd doen, net zoals wij ook de mensen vergeven die verkeerd tegen óns doen. En stel ons niet op de proef, maar red ons van het kwaad. Want van U is het Koninkrijk en alle kracht en alle macht en alle hemelse majesteit, tot in eeuwigheid. Amen. Zo is het! | Onze Vader in de hemel, laat iedereen u eren. Laat uw nieuwe wereld komen. Laat op aarde uw wil gedaan worden, net zoals dat in de hemel gebeurt. Geef ons vandaag het eten dat we nodig hebben. En vergeef ons wat we fout gedaan hebben, want wij hebben ook andere mensen hun fouten vergeven. Help ons om nooit tegen u te kiezen. En bescherm ons tegen de macht van het kwaad. [Want u bent koning, u regeert met grote macht, voor altijd. Amen.] | Onze Vader in de hemel, laat uw naam geheiligd worden, laat uw koninkrijk komen, laat uw wil gedaan worden op aarde zoals in de hemel. Geef ons vandaag het brood dat wij nodig hebben. Vergeef ons onze schulden, zoals ook wij vergeven wie ons iets schuldig is. En breng ons niet in beproeving, maar red ons van het kwaad. [Want aan U behoort het koningschap, de macht en de majesteit, in eeuwigheid. Amen.] |
| Romeinen 16:7    | Groet Androníkus en Júnias, mijn magen, en mijn medegevangenen, welke vermaard zijn onder de apostelen, die ook vóór mij in Christus geweest zijn. | Groet Andronikus en Junias, mijn stamgenoten en medegevangenen, mannen onder de apostelen in aanzien, die reeds vóór mij in Christus geweest zijn.(v) | Groet Andronikus en Junia, mijn landgenoten en medegevangenen, mensen van aanzien onder de apostelen, die al eerder dan ik in Christus waren. | De groeten aan Andronikus en Junia, die net als ik Joden zijn en in de gevangenis hebben gezeten. Zij behoren tot de bekendste apostelen en waren al eerder christen dan ik. | Groet Andronikus en Junia, mijn volksgenoten die met mij in de gevangenis hebben gezeten, die als apostelen veel aanzien genieten en die eerder dan ik één met Christus zijn geworden. | Groet Andronicus en Junias, mijn familieleden en mijn medegevangenen, die in aanzien zijn bij de apostelen, die al eerder dan ik in Christus waren. | Doe ook de groeten aan Andronikus en Junias die net als ik Joden zijn. Ze hebben met mij gevangen gezeten. Zij zijn boodschappers van God waar iedereen veel respect voor heeft. Ze kenden Christus al voordat ik Hem kende. | Groet ook Andronikus en Junia van mij. Zij zijn net als ik Joden, en ze hebben samen met mij in de gevangenis gezeten. Zij horen bij de belangrijkste apostelen. Ze waren al eerder christen dan ik. | Groet Andronikus en Junia, mijn volksgenoten, die met mij in de gevangenis hebben gezeten, die als apostelen veel aanzien genieten en die eerder dan ik één met Christus zijn geworden. |

- SV: Statenvertaling; Jongbloedversie (moderne spellingvariant)
- NBG 1951; vertaling van het Nederlands Bijbelgenootschap 1951;
- WV 95: Willibrordvertaling, herziene versie van 1995
- GNB: Groot Nieuws Bijbel herziene versie 1996
- NBV: Nieuwe Bijbelvertaling 2004
- HSV: Herziene Statenvertaling 2010
- BB: BasisBijbel 2013
- BGT: Bijbel in Gewone Taal 2014
- NBV21

[],* in sommige latere handschriften staat na het Onzevader een lofprijzing ('want van u...'). Met vierkante haken geven de NBG 1951, de BGT en de NBV21 aan dat de frase een latere toevoeging is. De NBV heeft de zin in een voetnoot geplaatst.
(v) Junia is een vrouwennaam, de naam Junias bestaat niet. De vertalers van de NBG 1951 volgden de toenmalige consensus dat een vrouw geen apostel genoemd zou worden.

## Online vertalingen
- debijbel.nl van het Nederlands-Vlaams Bijbelgenootschap (NBG) met diverse Bijbelvertalingen:
  - Bijbel in Gewone Taal (BGT)
  - Groot Nieuws Bijbel (GNB, versie 1996)
  - Herziene Statenvertaling (HSV)
  - NBV21
  - Nieuwe Bijbelvertaling (NBV)
  - Statenvertaling (SVT, versie 1637 en 1977)
  - Willibrordvertaling (WV, versie 2012)
  - Fries: Nije Fryske Biebeloersetting
  - Gronings: Biebel in 't Grunnegers
  - achtergrondmateriaal en informatie over Bijbelvertalingen
- Deux-Aesbijbel
- Herziene Statenvertaling (versie 2016)
- NBV21
- Nieuwe Bijbelvertaling (NBV)
- Nieuwewereldvertaling van de Bijbel (versie 2017)
- Statenvertaling (STV) (versie 1888)
- Statenvertaling (STV) (versie GBS)
- Statenvertaling, Lutherse vertaling en Leidsche vertaling
- Willibrordvertaling (WV) (versie 1975)

### Vertalingen vanuit particuliere initiatieven en/of vertalingen van vertalingen
- Evangelische Bijbel Vertaling (EBV en EBV-S)
- BasisBijbel (BB) (gemaakt op basis SV)
- Het Boek (HTB) (versie 1988)
- Naardense Bijbel (NB) (versie 2014)
- Nederlandse Concordante Vertaling (NCV)

## Overige externe links
- Geschiedenis van Nederlandse Bijbelvertalingen (webarchive)
- Koninklijke Bibliotheek - dossier Nieuwe Bijbelvertaling
- Website van het NBG over de Bijbel in Gewone Taal

* De eerste editie van de Vorstermanbijbel uit 1528 werd gepresenteerd als een nieuwe geautoriseerde rechtzinnige katholieke Bijbelvertaling. Deze editie bevatte feitelijk echter nogal wat eerder gepubliceerd Middelnederlands materiaal uit het tijdperk van voor de Reformatie als ook veel uit reformatorische kringen. In latere edities waren al essentiële reformatorische passages verdwenen en sloot het aanzienlijk meer aan op de tekst van de Vulgaat.  